# Patrick Schmidt
Patrick Schmidt (22 luglio 1998) è un calciatore austriaco, attaccante del First Vienna.

## Caratteristiche tecniche
È un centravanti.

## Carriera
Cresciuto nelle giovanili dell'Admira Wacker M., ha esordito in prima squadra il 24 luglio 2016 in occasione del match vinto 1-0 contro il Mattersburg.

## Statistiche

### Presenze e reti nei club
Statistiche aggiornate al 6 gennaio 2017.
| Stagione        | Squadra             | Campionato      | Campionato | Campionato | Coppe nazionali | Coppe nazionali | Coppe nazionali | Coppe continentali | Coppe continentali | Coppe continentali | Altre coppe | Altre coppe | Altre coppe | Totale | Totale | Totale |
| Stagione        | Squadra             | Comp            | Pres       | Reti       | Comp            | Pres            | Reti            | Comp               | Pres               | Reti               | Comp        | Pres        | Reti        | Pres   | Reti   |        |
| --------------- | ------------------- | --------------- | ---------- | ---------- | --------------- | --------------- | --------------- | ------------------ | ------------------ | ------------------ | ----------- | ----------- | ----------- | ------ | ------ | ------ |
| 2015-2016       | Admira Wacker M. II | RL              | 23         | 7          |                 | -               | -               |                    | -                  | -                  |             | -           | -           | 23     | 7      |        |
| 2016-2017       | Admira Wacker M. II | RL              | 13         | 4          |                 | -               | -               |                    | -                  | -                  |             | -           | -           | 13     | 4      |        |
| 2017-2018       | Admira Wacker M. II | RL              | 6          | 2          |                 | -               | -               |                    | -                  | -                  |             | -           | -           | 6      | 2      |        |
| 2016-2017       | Admira Wacker M.    | BL              | 15         | 1          | CA              | 2               | 1               | UEL                | 1                  | 1                  |             | -           | -           | 18     | 3      |        |
| 2017-2018       | Admira Wacker M.    | BL              | 9          | 1          | CA              | 1               | 0               |                    | -                  | -                  |             | -           | -           | 10     | 1      |        |
| Totale carriera | Totale carriera     | Totale carriera | 66         | 15         |                 | 3               | 1               |                    | 1                  | 1                  |             | -           | -           | 70     | 17     |        |